# Charlie Chan at Monte Carlo
Pour plus de détails, voir Fiche technique et Distribution.
Charlie Chan at Monte Carlo est un film américain réalisé par Eugene Forde, sorti en 1937. 
C'est le seizième et dernier film dans lequel Warner Oland joue le rôle du détective sino-hawaïen Charlie Chan. C'est aussi son dernier film, il meurt quelques mois plus tard, en 1938, pendant une tournée dans son pays natal en Suède.

## Synopsis
Le détective Charlie Chan et son fils Lee enquêtent sur une affaire de meurtre et de chantage, de Monte-Carlo à Paris.

## Fiche technique
- Titre original : Charlie Chan at Monte Carlo
- Réalisation : Eugene Forde
- Scénario : Charles Belden et Jerome Cady ; Robert Ellis et Helen Logan (histoire originale), d'après l'œuvre d'Earl Derr Biggers
- Direction artistique : Bernard Herzbrun
- Costumes : Herschel McCoy
- Photographie : Daniel B. Clark
- Montage : Nick DeMaggio
- Musique : Samuel Kaylin
- Producteur exécutif : Sol M. Wurtzel
- Société de production : 20th Century Fox Film Corporation
- Pays de production :  États-Unis
- Langue : anglais
- Format : Noir et blanc - 35 mm - 1,37:1 - Mono
- Genre : policier
- Durée : 72 minutes
- Dates de sortie :
  - États-Unis : 17 décembre 1937 (New York, première)
  - États-Unis : 21 janvier 1938 (sortie nationale)

## Distribution
- Warner Oland : Charlie Chan
- Keye Luke : Lee Chan
- Virginia Field : Evelyn Grey
- Sidney Blackmer : Victor Karnoff
- Harold Huber : Jules Joubert
- Kay Lineker : Joan Karnoff
- Robert Kent : Gordon Chase
- Edward Raquello : Paul Savarin
- George Lynn : Al Rogers
- Louis Mercier : chauffeur de taxi
- George Davis : Pepite
- John Bleifer : Ludwig
- Georges Renavent : Renault

Parmi les acteurs non crédités : 
- Marcelle Corday : la concierge
- André Cheron : un croupier
- Leo White : le maître d’hôtel